# Mafijah
Mafijah er et dansk reggae-band fra Aarhus dannet i 2004. Mafijahs forsanger er Chistopher Mclaughlin der også er frontmand i BliGlad, men modsat BliGlad er Mafijah engelsksproget. Medlemmerne i Mafijah har generelt spillet med en række andre århusianske reggaegrupper blandt andet Blunt. Igennem årene har Mafijah udgivet en række cd'er.[kilde mangler]

## Medlemmer
- Chistopher Mclaughlin
- Daniel Malling Zederkoff
- Kristian Koldbro
- Nicolai Absalon
- Martin Robert Madsen

## Tidligere medlemmer
- Viggo Jørgensen

| Musikgruppe | Spire Denne artikel om en dansk musikgruppe er en spire som bør udbygges. Du er velkommen til at hjælpe Wikipedia ved at udvide den. |